# Tove Hellbom
Anna Tove Hellbom, född 4 oktober 1958 i Hässelby församling i Stockholm, är en svensk översättare. Som barn medverkade hon i några av fadern Olle Hellboms filmer och var 1976–1986 involverad i olika svenska filmer som attributör, rekvisitör och scenograf.
Hennes mor var vittnespsykologen Birgit Hellbom och morfar var professor Alf Nyman.

## Filmografi
- 1961 – Bara roligt i Bullerbyn
- 1960 – Alla vi barn i Bullerbyn